# قائمة رؤساء أنغولا
فيما يلي قائمة برؤساء أنغولا منذ إنشاء المنصب في عام 1975. الرئيس الحالي هو جواو لورينسو الذي تولى المنصب في 26 سبتمبر 2017.

## القائمة
| الرقم                  | صورة                   | الاسم (تاريخ الميلاد- تاريخ الوفاة)  | الرئاسة                | الرئاسة                | الرئاسة                | الحزب السياسي                | الانتخابات             | مرجع                   |
| الرقم                  | صورة                   | الاسم (تاريخ الميلاد- تاريخ الوفاة)  | تولى المنصب            | ترك المنصب             | فترة الحكم             | الحزب السياسي                | الانتخابات             | مرجع                   |
| جمهورية أنغولا الشعبية | جمهورية أنغولا الشعبية | جمهورية أنغولا الشعبية               | جمهورية أنغولا الشعبية | جمهورية أنغولا الشعبية | جمهورية أنغولا الشعبية | جمهورية أنغولا الشعبية       | جمهورية أنغولا الشعبية | جمهورية أنغولا الشعبية |
| ---------------------- | ---------------------- | ------------------------------------ | ---------------------- | ---------------------- | ---------------------- | ---------------------------- | ---------------------- | ---------------------- |
| 1                      |                        | أغوستينيو نيتو (1970-1922)           | 11 نوفمبر 1975         | 10 سبتمبر 1979         | 3 سنوات، 303 يوم       | الحركة الشعبية لتحرير أنغولا | لا يوجد                | [ 2 ]                  |
| -                      |                        | لوسيو لارا (2016-1929)               | 11 سبتمبر 1979         | 20 سبتمبر 1979         | 9 أيام                 | الحركة الشعبية لتحرير أنغولا | لا يوجد                | [ 2 ]                  |
| 2                      |                        | جوزيه إدواردو دوس سانتوس (2022-1942) | 21 سبتمبر 1979         | 27 أغسطس 1992          | 12 سنة، 341 يومًا       | الحركة الشعبية لتحرير أنغولا | 1979 1986              | [ 2 ]                  |
| جمهورية أنغولا         |                        |                                      |                        |                        |                        |                              |                        |                        |
| (2)                    |                        | جوزيه إدواردو دوس سانتوس (2022-1942) | 27 أغسطس 1992          | 25 سبتمبر 2017         | 25 سنة، 29 يومًا        | الحركة الشعبية لتحرير أنغولا | 1992 2012              | [ 2 ]                  |
| 3                      |                        | جواو لورنسو (وُلد 1954-)              | 26 سبتمبر 2017         | حتى الآن               | 7 سنوات و271 أيام      | الحركة الشعبية لتحرير أنغولا | 2017                   | [ 2 ]                  |

## روابط خارجية
- World Statesmen - Angola